# Denis Papin
Denis Papin [dení papén], francoski fizik, matematik in izumitelj, * 22. avgust 1647, Coudraise pri Bloisu, Loir-et-Cher, Center, Francija, † 1712, London, Anglija.

## Življenje in delo
Papin se je izobraževal na jezuitski šoli v Bloisu. Kasneje je bil od leta 1661 odličen študent Univerze v Angersu in je najbolj znan po svojem pionirskem delu o pari in parnem pogonu.
V letu 1673 se je, medtem ko je delal z Christiaanom Huygensom in Gottfriedom Wilhelmom Leibnizom v Parizu, začel zanimati za vakuum in njegove možnosti za pogone.
Papin je prvič obiskal London leta 1675 in je med letoma 1676 in 1679 delal z Robertom Boyleom. Leta 1680 je o svojem delu objavil poročilo Nadaljevanje novih preskusov (Continuation of New Experiments).
Leta 1679 je izumil »Papinov lonec«, vrsto lonca na zvišan tlak. O svojem izumu je poročal Kraljevi družbi istega leta. Vse do leta 1687 je ostal v Londonu, ko je odšel na akademsko mesto v Nemčijo.
Na Papina so kot hugenota zelo vplivale povečane omejitve za protestante, ki jih je vpeljal Ludvik XIV. in njegov dokončni preklic nantskega edikta leta 1685.
V Nemčiji je Papin lahko živel skupaj s francoskimi hugenotskimi prebežniki. V Leipzigu je leta 1690 z opazovanjem mehanske moči stisnjene pare in zračnega tlaka na svoj 'lonec' izdelal model batnega parnega stroja. Njegove zamisli so kasneje razvili v uporabni stroj angleški izumitelj Thomas Savery (okoli 1650-1715) leta 1698 in njegovi nasledniki.
V naslednjih petnajstih letih je nadaljeval s svojim delom o parnih strojih. V letu 1705 je izdelal svoj drugi parni stroj z Leibnizovo pomočjo, na podlagi Saveryjevega izuma. Ta stroj je namesto zračnega tlaka uporabljal tlak stisnjene vodne pare. Podrobnosti o stroju je objavil leta 1707.
Istega leta je prebežal v London. V Nemčiji je ostala njegova žena. Kraljeva družba je med letoma 1707 in 1712 objavila več njegovih člankov brez navedbe o avtorstvu ali plačila, zaradi česar se je ogorčeno pritoževal. V tem času je objavil podrobne članke o svojem atmosferskem parnem stroju iz leta 1690. Ta stroj je bil podoben tistemu, ki ga je leta 1712 izdelal in dal v množično uporabo angleški kovač, vodovodni inštalater in klepar Thomas Newcomen (1664–1729). 
Kot prijatelj Leibniza bi bil Papin lahko v sporu z Isaacom Newtonom, ki je predsedoval Kraljevi družbi med letoma 1703 in 1727.
Zadnji dokaz o Papinovi prisotnosti je njegovo pismo z dne 23. januarja 1712. Za tem se je za njim izgubila vsaka sled. V tem času je bil brez sredstev in verjamemo, da je umrl istega leta. Pokopali so ga v neoznačeno jamo za reveže.